# Audrey Wasilewski
Audrey Wasilewski (Pennsylvania, 25 settembre 1967) è un'attrice e doppiatrice statunitense.

## Biografia
Iniziò a studiare recitazione all'Università Cattolica d'America a Washington. Lavora a Los Angeles nel mondo del cinema, della televisione e del doppiaggio.

## Filmografia

### Cinema
- Gia - Una donna oltre ogni limite (Gia), regia di Michael Cristofer (1998)
- Kiss Me (She's All That), regia di Robert Iscove (1999)
- What Women Want - Quello che le donne vogliono (What Women Want), regia di Nancy Meyers (2000)
- Il mio amico vampiro (The Little Vampire), regia di Uli Edel (2000)
- Tutto può succedere - Something's Gotta Give (Something's Gotta Give), regia di Nancy Meyers (2003)
- L'uomo dei miei sogni (Carolina), regia di Marleen Gorris (2003)
- Tre ragazzi e un bottino (Catch That Kid), regia di Bart Freundlich (2004)
- In ostaggio (The Clearing), regia di Pieter Jan Brugge (2004)
- Miss F.B.I. - Infiltrata speciale (Miss Congeniality 2: Armed & Fabulous), regia di John Pasquin (2005)
- Year of the Dog, regia di Mike White (2007)
- Un'impresa da Dio (Evan Almighty), regia di Tom Shadyac (2007)
- Sette anime (Seven Pounds), regia di Gabriele Muccino (2008)
- Hesher è stato qui (Hesher), regia di Spencer Susser (2010)
- Red, regia di Robert Schwentke (2010)
- Into Darkness - Star Trek (Star Trek Into Darkness), regia di J. J. Abrams (2013)

### Televisione
- Ally McBeal - serie TV, episodio 4x01 (2000)
- Streghe (Charmed) - serie TV, episodio 2x11 (2001)
- Un detective in corsia (Diagnosis: Murder) - serie TV, episodio 8x19 (2001)
- West Wing - Tutti gli uomini del Presidente (The West Wing) - serie TV, episodio 4x10 (2002)
- The Nightmare Room – serie TV, episodio 1x11 (2002)
- Friends - serie TV, episodio 9x23 (2003)
- NCIS - Unità anticrimine (NCIS) – serie TV episodio 2x01 (2003)
- Due uomini e mezzo (Two and a Half Men) - serie TV, episodio 2x09 (2004)
- Wonderfalls – serie TV episodio 1x05 (2004)
- The Inside – serie TV episodio 1x04 (2005-2006)
- Close to Home - Giustizia ad ogni costo (Close to Home) - serie TV, 2 episodi (2005)
- Big Love - serie TV, 21 episodi (2006-2011)
- Mad Men – serie TV, 7 episodi (2008-2010)
- Bones - serie TV, episodio 4x18 (2009)
- Grey's Anatomy - serie TV, episodio 7x06 (2010)
- Il patto di Cenerentola (Lying to Be Perfect), regia di Gary Harvey – film TV (2010)
- Southland - serie TV, 2 episodi (2012)
- Brooklyn Nine-Nine - serie TV, episodio 4x17 (2017)
- My Dead Ex - serie TV, 1 episodio (2018)
- American Woman - serie TV, episodio 1x02 (2018)
- Homecoming – serie TV, 2 episodi (2020)
- Good Girls - serie TV, 2 episodi (2021-2021)
- High Potential – serie TV, episodio 1x03 (2024-in produzione)

### Doppiaggio
- Scooby-Doo e gli invasori alieni (Scooby-Doo and the Alien Invaders), regia di Jim Stenstrum (2000)
- Johnny Bravo - serie animata, episodio 3x41 (2000)
- Teenage Robot (My Life as a Teenage Robot) - serie animata, 37 episodi (2003-2009)
- I Griffin (Family Guy) - serie animata, episodio 5x05 (2006)
- Mass Effect (2007) - videogioco
- Garfield e il laghetto magico (Garfield's Fun Fest), regia di Mark A.Z. Dippé (2008)
- Barnyard - Ritorno al cortile (Back at the Barnyard) - serie animata, 2 episodi (2008)
- Garfield - Il supergatto (Garfield's Pet Force), regia di Mark A.Z. Dippé (2009)
- The Garfield Show (Garfield et Cie) - serie animata, 30 episodi (2009-2016)
- Archer, serie animata, episodio 1x04 (2009)
- Scooby-Doo! Mystery Incorporated - serie animata, episodio 1x08 (2010)
- Sym-Bionic Titan - serie animata, 2 episodi (2010-2011)
- I pinguini di Madagascar (The Penguins of Madagascar) - serie animata, 2 episodi (2012-2015)
- Breadwinners - Anatre fuori di testa (Breadwinners) - serie animata, 15 episodi (2014-2016)
- Clarence - serie animata, 8 episodi (2014-2017)
- Over the Garden Wall - Avventura nella foresta dei misteri (Over the Garden Wall) - serie animata, episodio 4 (2014)
- A casa dei Loud (The Loud House) - serie animata, 1 episodio (2016)
- Ben 10 - serie animata, episodio 1x12 (2016)
- Guardiani della Galassia (Guardians of the Galaxy) - serie animata, 1 episodio (2018)
- Infinity Train, serie animata (2019)

## Doppiatrici italiane
Nelle versioni in italiano dei suoi lavori, Audrey Wasilewski è stata doppiata da:
- Rachele Paolelli in Mad Men,  Private Practice, Detective Monk, Il patto di Cenerentola
- Adele Pellegatta in Ally McBeal
- Paola Valentini in Streghe
- Alessandra Korompay in Grey's Anatomy
- Tiziana Avarista in The Middle
- Luisa Ziliotto in Scandal
- Carolina Zaccarini in Criminal Minds
- Irene Di Valmo in Homecoming
- Anna Cugini in NCIS: Los Angeles
- Mirta Pepe in High Potential

Da doppiatrice è sostituita da:	
- Pinella Dragani in Scooby-Doo e gli invasori alieni
- Patrizia Scianca in Teenage Robot
- Ilaria Giorgino in The Garfield Show
- Cristiana Rossi in Garfield e il laghetto magico
- Ilaria Latini in Garfield - Il supergatto
- Irene Di Valmo in Archer
- Emilia Costa in Sym-bionic Titan
- Cinzia Massironi in Breadwinners - Anatre fuori di testa
- Serena Clerici in Over the Garden Wall - Avventura nella foresta dei misteri